# 北九州市立篠崎中学校
北九州市立篠崎中学校（きたきゅうしゅうしりつ しのざきちゅうがっこう）は、福岡県北九州市小倉北区原町二丁目にある公立中学校。最寄り駅はJR九州日豊本線南小倉駅。

## 沿革
- 1947年4月1日 - 学制改革により福岡県立小倉工業学校敷地内に小倉市立第五中学校を創設
- 1948年 - 小倉市立清水小学校から校舎の一部を借用する
- 1949年 - 教室不足につき1、2年は清水小学校内の仮校舎で2部授業を行う／第1期工事完成
- 1951年 - 清水小学校からの教室の借用を解消（第2期工事完成のため）
- 1952年 - 第3期工事完成
- 1953年 - 福岡県立小倉工業高等学校寄宿舎跡に運動場完成 ／第4期工事普通教室完成
- 1954年 - 金田分校創設（旧市庁舎2階を使用）
- 1955年 - 金田分校廃止（板櫃中学校新設のため）
- 1960年 - 体育館竣工
- 1961年 - 鉄筋校舎竣工
- 1963年 - 5市合併により北九州市立篠崎中学校と改称
- 1969年 - プール完成
- 1972年 - 南小倉中学校開校に伴い1、2年生について南小倉小、南ヶ丘小校区を分離。
- 1976年 - 陶芸焼成室完成
- 1984年 - 校内暴力事件発生（マスコミに報道される）
- 1985年 - 剣道場完成
- 1999年 - 新体育館完成
- 2002年 - 学校週5日制開始／児童支援教員配置／校内での弁当販売本格実施開始
- 2005年 - エアコン設置試運転開始（校長室・職員室・事務室）／合唱部が全日本合唱コンクール全国大会銀賞受賞
- 2014年 - 集団下足箱完成
- 2015年 -すべての普通教室にエアコン設置
- 2018年 -合唱部が全日本合唱コンクール福岡県大会金賞受賞  ／NHK全国学校音楽コンクールで銅賞受賞

## 歴代校長
1. 南霊乗(1947.4)
2. 野口文利(1951.4)
3. 井上新(1953.4)
4. 安田惣二(1955.4)
5. 樽谷健二(1964.5)
6. 柿西義三(1966.4)
7. 白木充(1971.4)
8. 松尾隼一(1973.4)
9. 長沢保治(1978.4)
10. 南恭輔(1980.4)
11. 野田謙一(1986.4)
12. 長畑勲(1989.4)
13. 樫本重隆(1991.4)
14. 福島祥之(1994.4)
15. 吉本静男(1997.4)
16. 橋本純一(2000.4)
17. 上山敬義(2003.4)

## 部活動・委員会活動
部活動
【運動部】
- 野球部
- サッカー部
- 陸上部
- 男子ソフトテニス部
- 女子ソフトテニス部
- 男子バスケットボール部
- 女子バスケットボール部
- バレー部
- 剣道部

【文化部】
- 合唱部
- 美術部

評議専門委員会
- 評議委員会
- 学習委員会
- 生活委員会
- 整美委員会
- 体育委員会
- 衛生委員会
- 文化委員会

## 交通
- 西鉄バス北九州
  - 木町バス停から徒歩6分
  - 南小倉駅前バス停から徒歩7分

## 近隣施設
- 新小倉病院
- 福岡地方裁判所小倉支部
- 福岡地方検察庁小倉支部
- 小倉税務署
- ハローデイハローパーク大手町店
- スピナマート大手町店
- イオンBIG大手町
- 善龍寺
- サンリブ本社
- JR九州小倉総合車両センター
- JR南小倉駅

## 著名な出身者
- 楢崎慈恵 - 岡山シーガルズに所属するバレーボール選手
- 服部誠太郎 - 福岡県知事
- 平野聡 - トプコン代表取締役会長[1]
- おみそん - YouTuber・作家